# Artur Szlosarek
Artur Szlosarek (ur. 26 maja 1968 w Krakowie) − poeta, tłumacz. W latach 1987−1989 studiował polonistykę na Uniwersytecie Jagiellońskim w Krakowie, a w latach 1990−1994 komparatystykę, germanistykę i filozofię na Uniwersytecie Fryderyka Wilhelma w Bonn. Wiersze publikował m.in. w „Zeszytach Literackich” „brulionie”, „Tygodniku Powszechnym”. Debiutował tomem poetyckim Wiersze napisane (1991). Wydał m.in.: Popiół i miód (1996), Camera obscura (1998), List do ściany (2000), Pod obcym niebem (2005). Stypendysta berlińskiej Akademii Sztuk, Fundacji Roberta Boscha, Ministra Kultury RP. Tłumaczył Paula Celana, Waltera Benjamina, Franza Kafkę i Georga Christopha Lichtenberga. Członek Polskiego PEN Clubu. Mieszka w Berlinie.
Laureat Nagrody Kościelskich (1993).

## Tomiki poezji
- Wiersze napisane, Oficyna Literacka, Kraków 1991
- Wiersze różne, Oficyna Literacka, Kraków 1993
- Popiół i miód, Znak, Kraków 1996
- Camera obscura, Oficyna Literacka, Kraków 1998
- List do ściany, Wydawnictwo Literackie, Kraków 2000
- Wiersze powtórzone, Wydawnictwo Literackie, Kraków 2002
- Pod obcym niebem, Wydawnictwo Literackie, Kraków 2005
- Święto szparagów, Wydawnictwo a5, Kraków 2010
- Ołówek rzeźnika, WBPiCAK, Poznań 2012
- Późne echo (wyb. i posł. Paweł Mackiewicz), WBPiCAK, Poznań 2017
- Wagary w czyśćcu, WBPiCAK, Poznań 2022[1]